# Carl Martin Zellermayer

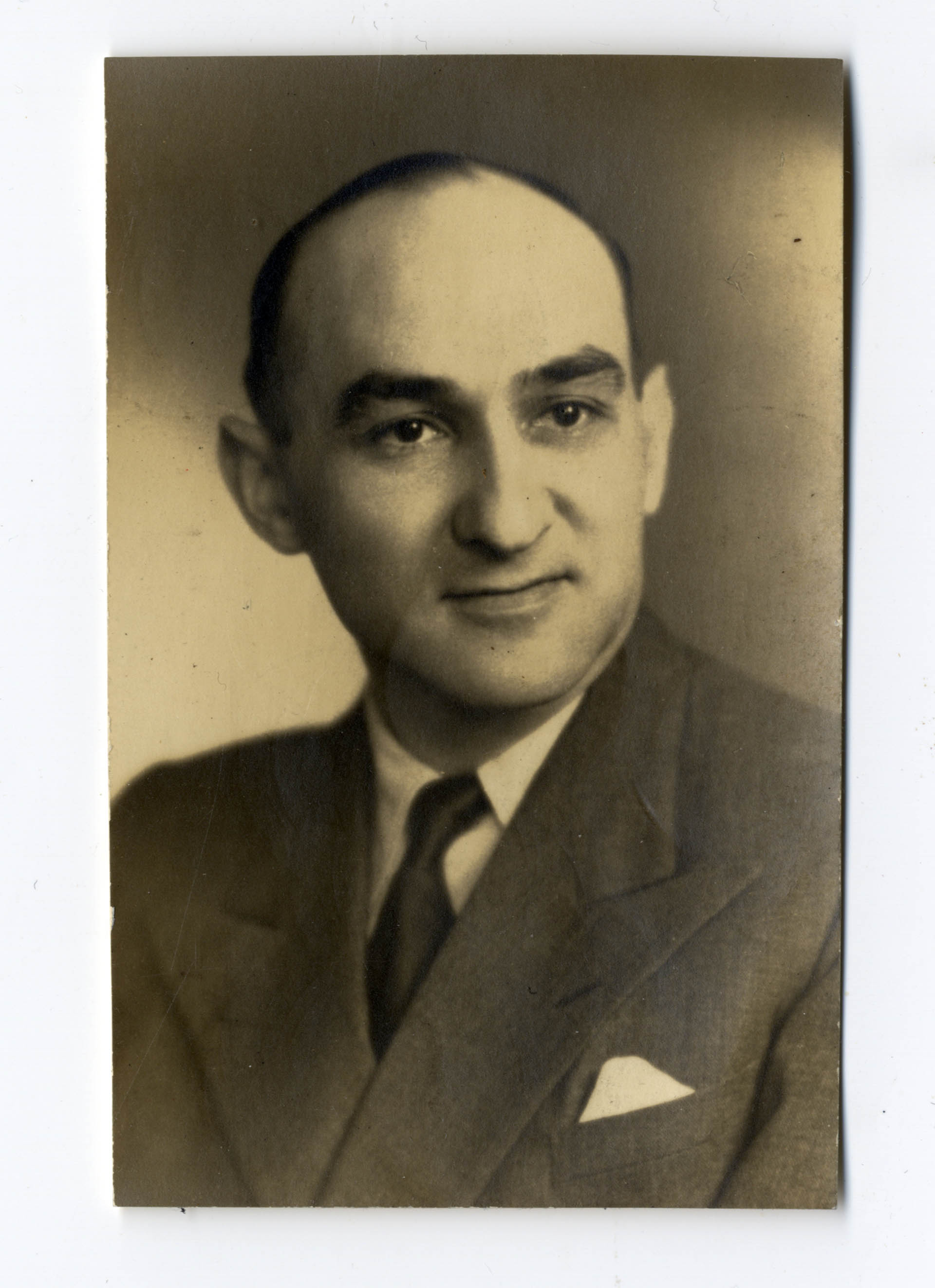

Carl Martin Zellermayer (Arnhem, 1 juni 1904 - 15 augustus 1942) was een Joodse Nederlander die in maart 1942 tijdens de Duitse bezetting van Nederland een poging deed om uit te wijken naar Engeland. Hij werd gearresteerd en enkele maanden later geëxecuteerd. Kort voor van zijn executie schreef hij een brief aan zijn verloofde die in 2014 werd opgenomen in de tentoonstelling De Tweede Wereldoorlog in 100 voorwerpen.

## Biografie
Zellermayer werd geboren in een Duits-Joods gezin in Arnhem als zoon van Emil Zellermayer, koopman, en diens vrouw Emma Bender. Na de dood van zijn moeder (1911) en zijn vader (1915 of 1916) werd hij met zijn zussen opgenomen door familieleden in Essen a/d Ruhr. In 1929 vestigde hij zich weer in Nederland en werd afdelingschef van De Bijenkorf in Rotterdam.
Op 21 maart 1942 deed Zellermayer een poging om naar Engeland te gaan. Hij deed dit met een gezelschap van mede-Engelandvaarders dat deels uit Joden en deels uit mariniers bestond: Mikta Baum, Wilhelmus Blomme, Jan Goedhart, Cornelis Grashoff, Max Meijers en zijn broer Bernard Meijers, Jacob Rechters en professor Joseph Fischer. 
De groep werd door Henk Luyendijk, een chauffeur uit Rotterdam, naar de boerderij van pontbaas Maarten de Graaff in Simonshaven gebracht. De chauffeur bleek echter een verrader. Toen het donker werd, werd de boerderij door Duitsers omsingeld en alle Engelandvaarders meegenomen. Alleen professor Fischer wist aan arrestatie te ontkomen door zich te verstoppen. 
Zellermayer en enkele andere Engelandvaarders uit zijn gezelschap werden ter dood veroordeeld. Op 15 augustus 1942, vierenhalf uur voor zijn executie, schreef hij een afscheidsbrief aan zijn verloofde Anny van Koningsbrugge. Zijn oudere zuster Johanna Bella plaatste een overlijdensadvertentie in Het Joodsche Weekblad. 
De brief van Zellermayer aan zijn verloofde is bewaard gebleven en is onderdeel van de collectie van het Museum Rotterdam. Het was een van de objecten in de tentoonstelling De Tweede Wereldoorlog in 100 voorwerpen in de Rotterdamse Kunsthal. (2014).

## Externe bronnen
- De afscheidsbrief van Carl Martin Zellermayer aan zijn verloofde[dode link] Uit: De Tweede Wereldoorlog in 100 voorwerpen.